# Mangrovetangara
Mangrovetangara (Camarhynchus heliobates) är en akut hotad fågel i familjen tangaror inom ordningen tättingar som enbart förekommer på en ö i Galápagosöarna.

## Utseende och läten
Mangrovetangaran är en färglös och brunaktig finkliknande fågel med en kroppslängd på 14 cm. Ovansidan är brun, på övergumpen mer olivbrun. Undersidan är subtilt streckat vitaktig. Näbben är blek och spetsig och benen mörka. Liksom sina nära släktingar kan gamla hanar anlägga en svart huva. Den är mycket lik spettangaran, men mangrovefinken har mindre näbb, är något brunare och är något streckad undertill. Lätet skiljer sig tydligt, en serie med tre till fem "tur" som upprepas upp till tre gånger.

## Utbredning och status
Mangrovetangaran är numera begränsad till ett mycket litet område i mangroveskogar på ön Isabellas västkust i Galápagosöarna. Tidigare förekom den även på östra sidan av ön och på ön Fernandina. Utbredningsområdet är mycket litet och fragmenterat. Sentida studier visar den minskar i antal så att världspopulationen idag uppskattas till endast mellan 20 och 40 vuxna individer. IUCN kategoriserar därför arten som akut hotad.

### Familjetillhörighet
Liksom andra finkliknande tangaror placerades denna art tidigare i familjen Emberizidae. Genetiska studier visar dock att den är en del av tangarorna.

## Namn
Denna art tillhör en grupp fåglar som traditionellt kallas darwinfinkar. För att betona att de inte tillhör familjen finkar utan är istället finkliknande tangaror justerade BirdLife Sveriges taxonomikommitté 2020 deras namn i sin officiella lista över svenska namn på världens fågelarter.